# Чусовское (озеро, Пермский край)
Чусовское — озеро в северной части Чердынского района Пермского края. Код объекта в государственном водном реестре — 10010100211111100001204.
Является самым большим озером Пермского края. Относится к Камскому бассейновому округу. Площадь водоёма — 19,4 км². Абсолютная отметка уреза воды составляет 127,3 м. Длина в направлении с севера на юг — около 15 км. Максимальная глубина — 8 м; средняя глубина составляет 1,5 — 2 м. Площадь водосбора — 2090 км². Является проточным: с севера в озеро впадает несколько рек, крупнейшей из которых является Берёзовка; с юга вытекает река Вишерка, впадающая в Колву. В верхней части водосбора Чусовского озера располагается множество болот.
Озеро находится на дне заболоченной эрозионно-карстовой низины. Вероятно, оно образовалось за счёт выщелачивания гипсов и солей, сопровождающегося просадкой кровли и эрозионным выносом. Общая минерализация воды озера составляет 319 мл/л.
Озеро имеет форму блюдца, линия берега изрезана слабо. Западный и восточный берега в основном песчаные, в открытой части иловые (до 1 метра). Степень зарастания озера около 30 %, иногда достигает 60 %. Водные растения представлены рдестом, хвощом и осокой. Из-за сильного заиления озеро подвержено заморам от недостатка кислорода. В наиболее холодные годы озеро промерзает полностью.

## Топографические карты
- Лист карты P-40-101,102 Головной. Масштаб: 1 : 100 000. Состояние местности на 1982 год. Издание 1988 г.